# Aurel Daraban
Aurel Daraban (n. 27 septembrie 1939, Tecuci - d. 30 octombrie 2004) a fost un deputat român în legislatura 2000-2004, ales în județul Constanța pe listele partidului PSD.

## Legături externe
- http://www.ziuaconstanta.ro/stiri/politic/in-memoriam-aurel-daraban-27649.html